# 100 Greatest Britons
100 Greatest Britons fue un programa de televisión británico de 2002 en el que los telespectadores votaron a los que consideraron los cien personajes británicos más importantes de todos los tiempos.
El formato ha sido adaptado o copiado por varias cadenas de televisión en todo el mundo, que también han elegido a sus propios ciudadanos más importantes de la historia.

## Primeros 10
| Número | Nombre                   | Tiempo de vida | Imagen | Ocupación                                         | Notabilidad |
| ------ | ------------------------ | -------------- | ------ | ------------------------------------------------- | --- |
| 1      | Sir Winston Churchill    | (1874–1965)    |        | Político y escritor                               | Primer ministro durante la Segunda Guerra Mundial, considerado como uno de los mejores mandatarios de la historia. Ganó el Premio Nobel de Literatura en 1953.                                   |
| 2      | Isambard Kingdom Brunel  | (1806–1859)    |        | Ingeniero                                         | Creador del Great Western Railway, y constructor de importantes puentes, barcos y túneles. |
| 3      | Diana, princesa de Gales | (1961–1997)    |        | Miembro de la Familia Real Británica y filántropa | Primera esposa de Carlos, príncipe de Gales (1981–1996), y madre del príncipe Guillermo, duque de Cambridge, y del príncipe Harry.                                                               |
| 4      | Charles Darwin           | (1809–1882)    |        | Naturalista                                       | Creador de la teoría de la evolución por selección natural, expuesta en el El origen de las especies.                                                                                            |
| 5      | William Shakespeare      | (1564–1616)    |        | Dramaturgo, poeta y actor                         | Autor de varias conocidas obras teatrales, entre ellas Hamlet, Romeo y Julieta, Macbeth, La tempestad y El sueño de una noche de verano.                                                         |
| 6      | Sir Isaac Newton         | (1642–1727)    |        | Físico, matemático, astrónomo y teólogo           | Creador de la ley de gravitación universal y las leyes de movimiento. Su obra Principia es considerada como una de las más importantes en la historia de la ciencia.                             |
| 7      | Reina Isabel I           | (1533–1603)    |        | Reina                                             | Popular Monarca de Inglaterra (reinado 1558–1603) que trajo un periodo de relativa estabilidad interna. Es recordada por la victoria sobre la Armada Española y la derrota de la Armada Inglesa. |
| 8      | John Lennon              | (1940–1980)    |        | Músico, filántropo y activista por la paz.        | Guitarrista en la banda The Beatles, la más exitosa de todos los tiempos. Posee también una exitosa carrera solista.                                                                             |
| 9      | Horatio Nelson           | (1758–1805)    |        | Comandante naval                                  | Famoso por su servicio en la Marina Real, especialmente durante las guerras napoleónicas. |
| 10     | Oliver Cromwell          | (1599–1658)    |        | Militar y líder político                          | Primer Lord Protector de la Mancomunidad de Inglaterra. Comandante durante la Guerra Civil Inglesa contra el rey Carlos I.                                                                       |